# Гамлакост
 Гамлакост — деревня в Усть-Вымском районе Республики Коми в составе сельского поселения  Гам. 

## География
Расположена на правобережье Вычегды на расстоянии примерно 13 км по прямой от районного центра села Айкино на юго-запад.  

## История
Известна с 1918 года как деревня с 186 жителями. В 1926 году здесь было дворов 46 и жителей 181, в 1970 88, в 1989 39, в 1995 – 29 жителей .

## Население
Постоянное население  составляло 25 человек (коми 88%) в 2002 году, 9 в 2010 .